# La confesión (novela)
La confesión es una novela de estilo thriller con aspectos legales, del año 2010, escrita por John Grisham, su segunda novela publicada en el 2010. La novela trata de un asesinato de una cheerleader de una escuela secundaria y cómo un hombre inocente es arrestado y se le aplica la pena de muerte. Esta fue la primera novela de Grisham que fue lanzada tanto en formato digital como impresa en tapa dura.

## Resumen
En 1998, Travis Boyette secuestra y viola a Nicole «Nikki» Yarber, una joven estudiante de la secundaria de una escuela de Slone, Texas y entierra su cuerpo en Joplin, Misuri, a unas 6 horas de Slone. El no cree que la policía arreste a un hombre de raza negra, Donté Drumm, jugador de fútbol americano que no tiene relación con el crimen. A pesar de ser inocente, Drumm es preso y sentenciado a muerte. Él ha estado en el corredor de la muerte desde hace nueve años. Mientras Drumm está en prisión, el abogado Robbert «Robbie» Flak lucha por el caso mientras los negros norteamericanos protestan por la falta de pruebas, y generan alteraciones en la ley y el orden.
Mientras tanto, Boyette huyó a Kansas y allí ha vivido. Él tiene un tumor cerebral que desde hace 9 años le ha deteriorado su vida. En el 2007, cuando sólo queda una semana para la ejecución de Drumm, reflexiona y da un paso en el camino del bien y confiesa. Conoce a un pastor, el reverendo Keith Schroeder de Slone. A pesar de hacer la confesión pública, la ejecución se realiza y se la aplica la inyección letal a Drumm. Boyette entonces revela dónde enterró a Nikki y con ADN se verifica que él la violó, resultado ser verdad su confesión.

## Lista de personajes

### Donté Drumm
El calvario de Donté comienza a los 17 años de edad, con toda una vida por delante. Sólo ha tenido altercados leves con la policía, por posesión de marihuana cuando era un poco más joven. Ahora él es una estrella en el equipo de fútbol de la escuela secundaria y es querido por las chicas. Su potencial inspira celos en Joey Gamble quién, cuándo es rechazado por Nicole, lo toma con Donté. Joey realiza una llamada telefónica anónima a la policía inculpando a Donté, que más tarde se demostró con el uso de análisis de voz. Cuando la policía toma a Donté para interrogarlo no se le toma formalmente arrestado, y Donté va voluntariamente, para agilizar las cosas. La policía lo presiona y le hace decir una confesión falsa, siendo el catalizador que lo mantendrá detenido por los próximos nueve años y finalmente ejecutado.

### Nicole «Nikki» Yarber
La chica que es violada y asesinada, un delito que en caso de condena, puede conducir a una sentencia de muerte en el Estado de Texas. Nicole tenía toda una vida por delante, fue cheerleader y cantaba en el coro de la iglesia.

### Travis Boyette
El verdadero asesino que estaba bajo custodia policial en Slone al mismo tiempo Donté fue detenido. Él es un violador en serie y había sido abusado desde la edad de ocho años por un tío enfermo que le dijo a su padre o tutor cuando iba de «pesca». Afirma que sufre de cáncer cerebral terminal y lleva un bastón debido a una cojera evidente. Resulta que el tumor no es maligno y el bastón lo tiene para protegerse en la cárcel. Sus convulsiones sin embargo, y dolores de cabeza intensos, son reales. Ha pasado más de la mitad de sus 44 años en la cárcel. Él sigue siendo un desgraciado como ser humano y en varias ocasiones le dice al reverendo Schroeder que su esposa Dana es «linda».

### Robbie Flak
El heredero de un negocio familiar de estudios juridícos Flak Law. Esta se dedica a defender sin descanso a sus clientes. Él hace una promesa a Donte minutos antes de su ejecución que iba a encontrar al verdadero asesino y exonerar a su nombre por el bien de su familia y de la madre. Robbie no deja piedra sin remover para defender a los clientes que están en el corredor de la muerte y se esfuerza al máximo. Presenta todos los cargos posibles en sus apelaciones y no considera que su trabajo ha terminado con Donté hasta que haya demandado a todos los responsables de su injusta ejecución, incluso aquellas partes de las que la ley ampara la inmunidad judicial. Fuera del trabajo, Robbie no tiene mucha vida social y tanto él como su pareja, son felices manteniendo el trabajo de forma separada a la relación. Robbie no es particularmente religioso y sin embargo es invitado por la comunidad negra de Slone a hablar en el funeral de Donté.

## Recepción de la crítica
Chris Erskine de Los Angeles Times revisó la novela en una luz favorable, al comentar sobre la habilidad de Grisham de lograr estimular en sus novelas.
El escritor del blog «Religious Left Law», David Nickol, lanza una dura crítica a la novela por no hacer lo que se propuso, presumiblemente por no lograr el presentar un caso firme en contra de la pena de muerte por medio de la ficción. Sus fracasos, dijo, se derivan del hecho de que los acontecimientos del caso Donté «son tan atroces que ... uno no no tiene que ser un oponente pena de muerte para encontrar repugnante el hecho flagrante de alguien tan claramente inocente».
Maureen Corrigan del Washington Post revisa la novela en cuanto a la forma, e indica que Grisham consigue enviar al lector mensajes de sus propios puntos de vista sobre la pena de muerte derivada de su trabajo en el Proyecto Inocencia. Esto y la cuestión racial que divide la comunidad en Texas entre negros y blancos es descrito por Corrigan como «un excelente trabajo de crítica social» por parte del autor. Corrigan, sin embargo, no considera que el libro sea una lectura fácil: «no lea este libro si lo que desea es relajarse en su sillón reclinable y relajarse», escribe: «Grisham no perdona a sus lectores o a sí mismo de las experiencias horribles o preguntas difíciles que uno se hace».

## Relación entre el libro y casos de la vida real
Gran parte del caso ficticio presentado en la novela se toma de algunos casos de la vida real que involucran acusados condenados a muerte. La parte en la que el fiscal y el juez estaban durmiendo juntos supuestamente ocurrió en el caso de Charles D. Hood. Además, una petición un tanto atrasada a TCCA que fue negada porque las puertas se habían cerrado y que el jefe de la policía (Milton Prudlowe en la novela) se había negado, es sacado de lo que ocurrió en el caso de Michael Wayne Richard. La última declaración de Donté se deriva en parte de la última declaración de Cameron Todd Willingham, al igual que la dudosa prueba científica que le aplicaron (un perro rastreador). El mismo Donté refiere directamente al caso Willingham cuando se habla de cómo mueren los presos: «Algunos no dicen una palabra, simplemente cierran los ojos y esperan por el veneno. Algunos salen dando patadas. Todd Willingham murió hace tres años, siempre afirmó ser inocente. Dijeron que él comenzó un incendio que quemó sus tres niñas. Sin embargo, él estaba en la casa y se quemó también. Él era un luchador. Él los maldijo a todos en su declaración final».
La novela también menciona varios asesinos de la vida real como si hubieran sido ejecutados en 1999, que en la vida real fueron efectivamente ejecutado en las fechas indicadas en la novela: Desmond Jennings, Juan Cordero, José Guiterrez, James Beathard, Robert Atworth y Sammie Felder Jr. (Ver Lista de personas ejecutadas en Texas, 1990-1999)